# Woohoo
Ne doit pas être confondu avec Woo Hoo.
Singles de Christina Aguilera
Not Myself Tonight
(2010) You Lost Me
(2010)
Singles par Nicki Minaj
Massive Attack
(2010) Your Love
(2010)
Woohoo est une chanson enregistrée par l'artiste américaine Christina Aguilera en collaboration avec la rappeuse Nicki Minaj. La chanson a été écrite par Aguilera, Minaj, Claude Kelly, Dean d'Ester, Jamal Jones et produite par Polow da Don, pour le sixième album d'Aguilera, Bionic. 
La chanson est sortie comme single promotionnel le 18 mai 2010 et a été lancé une semaine plus tard à l'antenne Rhythmic Airplay comme second single aux États-Unis le 25 mai 2010. La chanson a été décrite comme un titre de danse urbaine, avec des sons electro et des influences hip-hop et R&B.

## Composition
Woohoo est un Up-tempo, R&B, hip-hop qui mélange aussi la danse et le reggae avec des sonorités futuristes. Les chants d'Aguilera sont déformés en plusieurs parties. Il contient un sample d'une chanson hongroise, Add már uram az esőt, à l'origine chanté par la chanteuse hongroise Kati Kovács en 1972. Rob Harvilla de The Village Voice a noté que la chanson ressemblait à un mélange « de Milkshake » et « de Gloss à lèvres » avec des « sons électro ». Lyriquement, la chanson parle de caresses sexuelles buccales. 

## Accueil critique
La chanson a reçu des revues généralement positives, saluant l'apparition de Minaj dans la chanson et recommandant les chants d'Aguilera. Sara D. Anderson d'AOL Musique a dit « musique de dancehall provocante et qui fond joliment avec la voix puissante d'Aguilera et la tactique de Minaj ». Benjamin Boles de Now Magazine décrit Woohoo comme la meilleure chanson de Bionic. Alexis Petridis du The Guardian a dit, "Sur une chanson de cinq minutes qui parle de cunnilingus, c'est une bonne idée d'enrôler la rappeuse "Nicki Minaj."  Chris Ryan de MTV Buzzworthy a appelé la chanson "un coup sec au club, sexuellement explicite, funky" en disant "Dans Nicki Minaj, Aguilera a trouvé l'associée parfaite pour ses aventures érotiques-pop". Il a aussi appelé la chanson "un cousin plus sale de "Rude Boy" de Rihanna ou "Hollaback Girl" de Gwen Stefani et a recommandé la partie de Minaj.
Becky Bain d'Idolator a dit "le côté entraînant de la chanson est à des kilomètres avant Not Myself Tonight" et là aussi comparé à "Hollaback Girl" de Gwen Stefani. Becky Bain a aussi dit, "s'il y a une personne qui peut correspondre à la désobéissance de Christina Aguilera, c'est bien Nicki Minaj, donc ces deux font à peu près une parfaite paire pour ce type de chanson." . Stephen Thomas Erlewine d'Allmusic a dit que la chanson avait "une boucle incessante de sons perçants comme un forêt dentaire" et qu'il "ne travaille pas dans la tentation". Genevieve Koski de l'A.V. a dit qu'à l'extérieur de ses capacités vocales exceptionnelles, le talent principal d'Aguilera jusqu'à présent et d'absorber et régurgiter des tendances avec un tel engagement qu'elle disparaît derrière un vernis calculé. Elle ajoute aussi qu'elle a appelé la chanson "la viande" de Bionic.

## Prestations scénique
Aguilera a chanté une partie de la chanson, dans un Medley "Bionic"-"Woohoo"-"Not Myself Tonight", aux MTV Movie Awards 2010. Pendant le perf de "Woohoo", la dernière du medley, Aguilera et ses danseurs ont défait leurs caps en cuir et révélé des cœurs rouges peints sur leurs aines, et le final avec Aguilera qui mène le cœur rayonnant. James Montgomery de MTV News a mentionné la chanson comme "un numéro de danse sérieusement sexy". Montgomery a décrit la fin de la performance; "ne pas être surpassé, Aguilera finie des choses en étant debout sur la grande scène centrale, la caméra faisant un zoom sur son aine, qui porte maintenant un cœur battant lumineux." 
La plupart des critiques n'ont pas été impressionnés du mélange, le comparant à l'identité d'Aguilera pendant l'ère Bionique,.

## Crédits
- Voix, chant : Christina Aguilera
- Auteur, Compositeur - Christina Aguilera, Onika Maraj, Claude Kelly, Ester Dean, Polow da Don
- Producteur -  Polow da Don
- Voix Production - Claude Kelly
- Mixage audio  - Jaycen Joshua, assisté par Giancarlo Lino
- Ingénieur du son - assistant, Matt Benefield
- Enregistrement - Josh Mosser et Jeremy Stevenson
- Voix Enregistrement - Oscar Ramirez

## Classements
| Classement (2010)    | Meilleure position |
| -------------------- | ------------------ |
| Canada (Hot 100)     | 46                 |
| États-Unis (Hot 100) | 79                 |